# Montgai
Montgai – gmina w Hiszpanii, w prowincji Lleida, w Katalonii, o powierzchni 29,09 km². W 2011 roku gmina liczyła 701 mieszkańców.